# Йоганн Якоб Шойхцер
Йоганн Якоб Шойхцер (нім. Johann Jakob Scheuchzer; 2 серпня 1672 — 23 червня 1733) — швейцарський дослідник, що досліджував викопну флору і фауну Швейцарії.

## Біографія
Народився в сім'ї головного лікаря Цюриха. Там же здобув освіту, а в 1672 році вступив до Альтдорфського університету неподалік Нюрнберга, щоб вивчитися на медика. На початку 1694 року він отримав ступінь доктора медицини в Утрехтському університеті і потім повернувся до Альтдорфа (Німеччина), щоб завершити вивчення математики. Він повернувся до Цюриха в 1696 році і став інтерном, збираючись надалі бути професором математики, що і сталося в свою чергу в 1710 році. У січні 1733 року йому запропонували очолити кафедру фізики та місце головного лікаря Цюриха. Це сталося лише за кілька місяців до його смерті 23 червня 1733 року.

## Опубліковані роботи
Шойхцером опубліковано 34 наукові роботи (крім численних статей). Його історичні праці збереглися переважно як рукописи. Найважливіші з опублікованих праць стосуються його наукових спостережень (в усіх галузях) або його подорожей, під час яких він колекціонував матеріал для своїх наукових праць. Був власником Цюрихського гербовника, який був переданий міській бібліотеці Цюриха його племінником у 1750 році.

### Наукові роботи
У третьому томі виданого ним самим тритомника «Опис природної історії Швейцарії» міститься звіт німецькою мовою про його подорож 1705 року. Нова редакція цієї книги, а також його робота 1723 року (правда зі значними перепустками) були видані в 1746 році Йоганном Георгом Зульцером під назвою «Природна історія Швейцарії і подорож через швейцарські гори» (Naturgeschichte des Schweitzerlandes sammt seinen Reisen über die schweitzerischen Gebirge). Також вийшла його Helvetiae historia naturalis oder Naturhistorie des Schweitzerlandes, видана в 3-х томах у Цюриху (1716—1718 рр.) і перевидана в тому ж вигляді в 1752 року, але під німецькою назвою.
Перша із трьох частин згаданої вище роботи присвячена горам Швейцарії. У ній було узагальнено всі відомості, отримані про них на той час. Таким чином, ця робота стала сполучною ланкою між дослідженнями Йосії Зімлера 1574 року і пізнішими дослідженнями Готліба Зигмунда Грюнера 1760 року. Друга частина цієї праці була присвячена річкам, озерам та мінеральним водам Швейцарії, а третя — її геології та клімату.
У 1703 року Йоганн Якоб Шойхцер був обраний членом Лондонського королівського товариства і опублікував безліч наукових нотаток і робіт у збірнику «Філософські праці Королівського товариства» (Philosophical Transactions of the Royal Society) за 1706—1707, 1709, 1727—1728 років.

### Польові дослідження

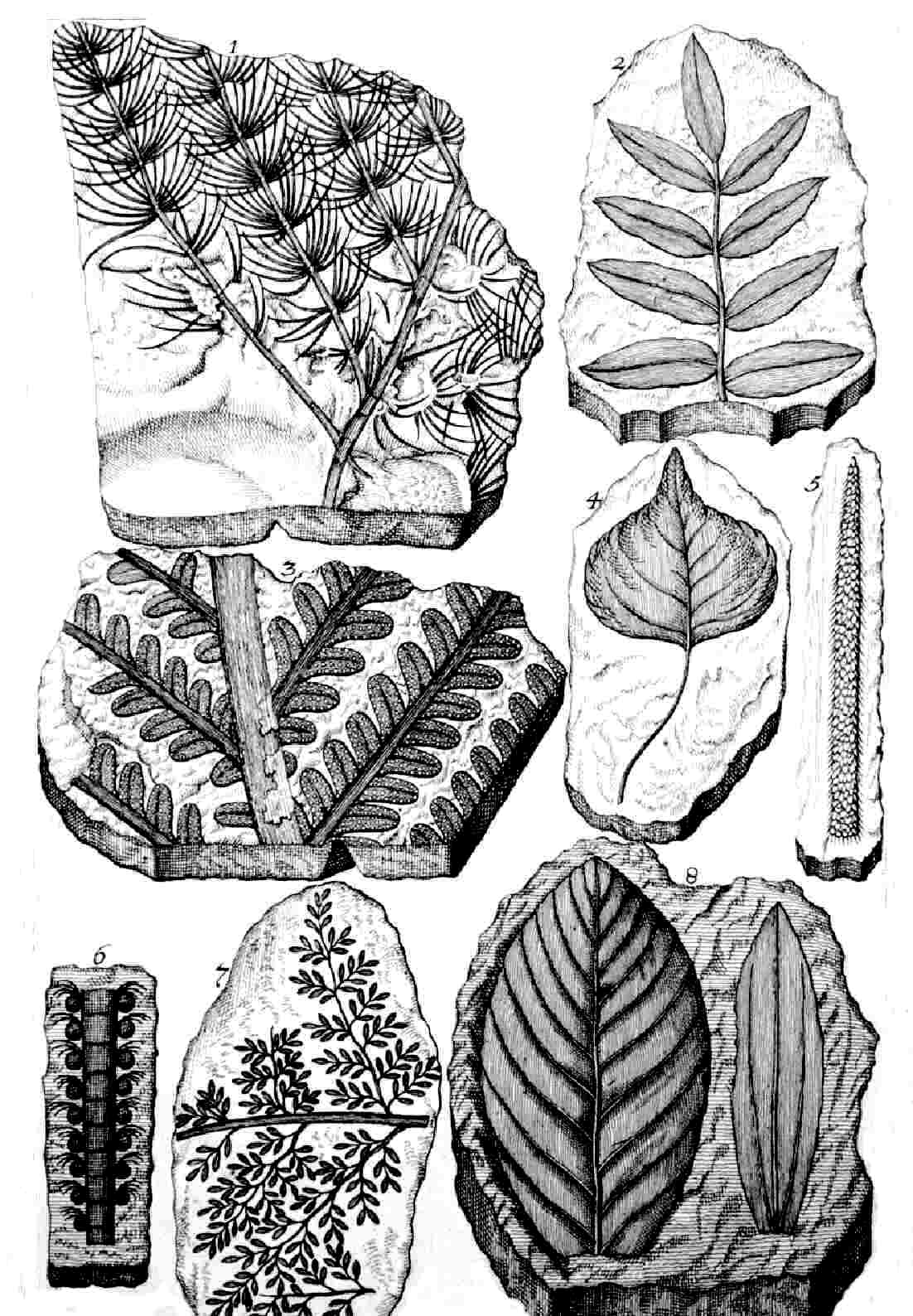
Ілюстрація з Herbarium deluvianum

Звіт про результати подорожей Швейцарією в 1702—1704 роках Шойхцер опублікував у Лондоні в 1708 році. Остаточні результати були опубліковані в Лейдені в 1723 році під заголовком Itinera per Helvetiae alpinas regiones facta annis 1702—1711.
Дослідженнями були охоплені практично всі частини Швейцарії, а особливо її центральні та східні райони. Після відвідування у 1705 році Ронського льодовика він вставляє у звіт його опис, і доповнює його відомостями про інші відомі льодовики Швейцарії.
У 1706 році в доповідь додаються «отримані від людей, що заслуговують на довіру», відомості про спостереження в Швейцарії драконів. Шойхцер сумнівається у достовірності цих спостережень, проте забезпечує доповідь химерним описом драконів.
У 1712 році Шойхцер опублікував карту Швейцарії на чотирьох аркушах, східна частина якої, складена на основі його особистих спостережень, була найточнішою. До кінця 18 століття карта Шойхцера залишалася найкращою з існуючих карт Швейцарії.
Шойхцер відомий і своїми палеонтологічними дослідженнями. У праці Lithographia Helvetica він розглядав викопні залишки як «гру природи» або результати всесвітнього потопу. Скам'янілий скелет, знайдений у кар'єрі поблизу Бадена, він описав як останки людини — свідка потопу (Homo diluvii testis). Довгі роки ці відомості розглядалися як підтвердження біблійної ідеї Потопу, і лише через кілька десятиліть після смерті Шойхцера, в 1811 році, французький натураліст Жорж Кюв'є переглянув знайдені зразки і показав, що насправді вони є скелетом великої доісторичної саламандри, описаної під назвою Salamandra scheuchzeri (сучасна назва — Andrias scheuchzeri).

## Вшанування
На честь Шойхцера названо гірську вершину Шойхцергорн в Бернських Альпах — (3462 м).
Його ім'я носить родина рослин — Scheuchzeriaceae.